# Краљевско ратно ваздухопловство
Краљевско ратно ваздухопловство (енгл. Royal Air Force, RAF) је назив за британско ратно ваздухопловство утемељено 1. априла 1918. Оно је најстарије независно ваздухопловство на свету. Велика Британија је уједињењем свих ратних ваздухоплова у једну посебну грану војске прва основала ратно ваздухопловство као .
РАФ је учествовао у скоро свим оружаним сукобима Велике Британије од 1918. до данас, али је најпознатији по улози коју је имао у Другом светском рату, односно у по опстанак Британије и исход рата најкритичнијем тренутку – бици за Британију 1940. године.
У јануару 2012. Краљевско ратно ваздухопловство је имало око 827 ваздухоплова, што га чини највећим ратним ваздухопловством земаља Европске уније, и другим највећим у оквиру НАТО пакта (после америчког). Већина авиона и особља Краљевског ратног ваздухопловства је стационирано у Уједињеном Краљевству, док остатак служи у војним операцијама (највише у Авганистану) или у прекоморским базама (Асенсион, Акротири и Декелија, Гибралтар и Фокландска острва).
Тренутни произвођач свих ваздухоплова Британског ратног ваздухопловства је мултинационална компанија БАЕ Системс која осим што производи летелице, такође производе и електронску опрему за цивилне ваздухоплове, одбрамбене системе, морнаричка пловила, муницију и копнене ратне системе.
Она се тренутно сматра за трећу највећу компанију у свету по производњи ратног наоружања и главни је снабдевач наоружања Велике Британије и САД.